# Брутовце
Брутовце (словац. Brutovce) — село и одноимённая община в районе Левоча Прешовского края Словакии. В письменных источниках начинает упоминаться с 1319 года.

## География
Село расположено в юго-западной части края, в пределах восточной части горного массива Левочске-Врхи, при автодороге 3214. Абсолютная высота — 840 метров над уровнем моря. Площадь муниципалитета составляет 13,68 км².

## Население
| Год:                | 1994 | 2004    | 2014     | 2024     |
| ------------------- | ---- | ------- | -------- | -------- |
| Количество человек: | 238  | 217     | 188      | 144      |
| Разница:            |      | −8,82 % | −13,36 % | −23,40 % |

По данным последней официальной переписи 2011 года, численность населения Брутовце составляла 199 человек.
Национальный состав населения (по данным переписи населения 2011 года):
| Национальность | Численность, человек |
| -------------- | -------------------- |
| словаки        | 186                  |
| чехи           | 1                    |
| не указана     | 10                   |